# Švábské vévodství
Švábské vévodství (německy Herzogtum Schwaben, latinsky Ducatus Allemaniæ) bylo jedním z pěti kmenových vévodství středověkého Německého království. 

## Historie
Vzniklo v 10. století v jihozápadní oblasti Východofranské říše, které bylo v raném středověku obýváno germánskými kmeny Alemanů, avšak samotný název Švábska coby historického území bylo odvozeno od jiného germánského kmene, a to Svébů, jejichž původní domovina se nacházela zhruba mezi řekami Rýnem a Dunajem. Středověké vévodství pojmenované po tomto starověkém kmeni však tuto oblast daleko přesahovalo.

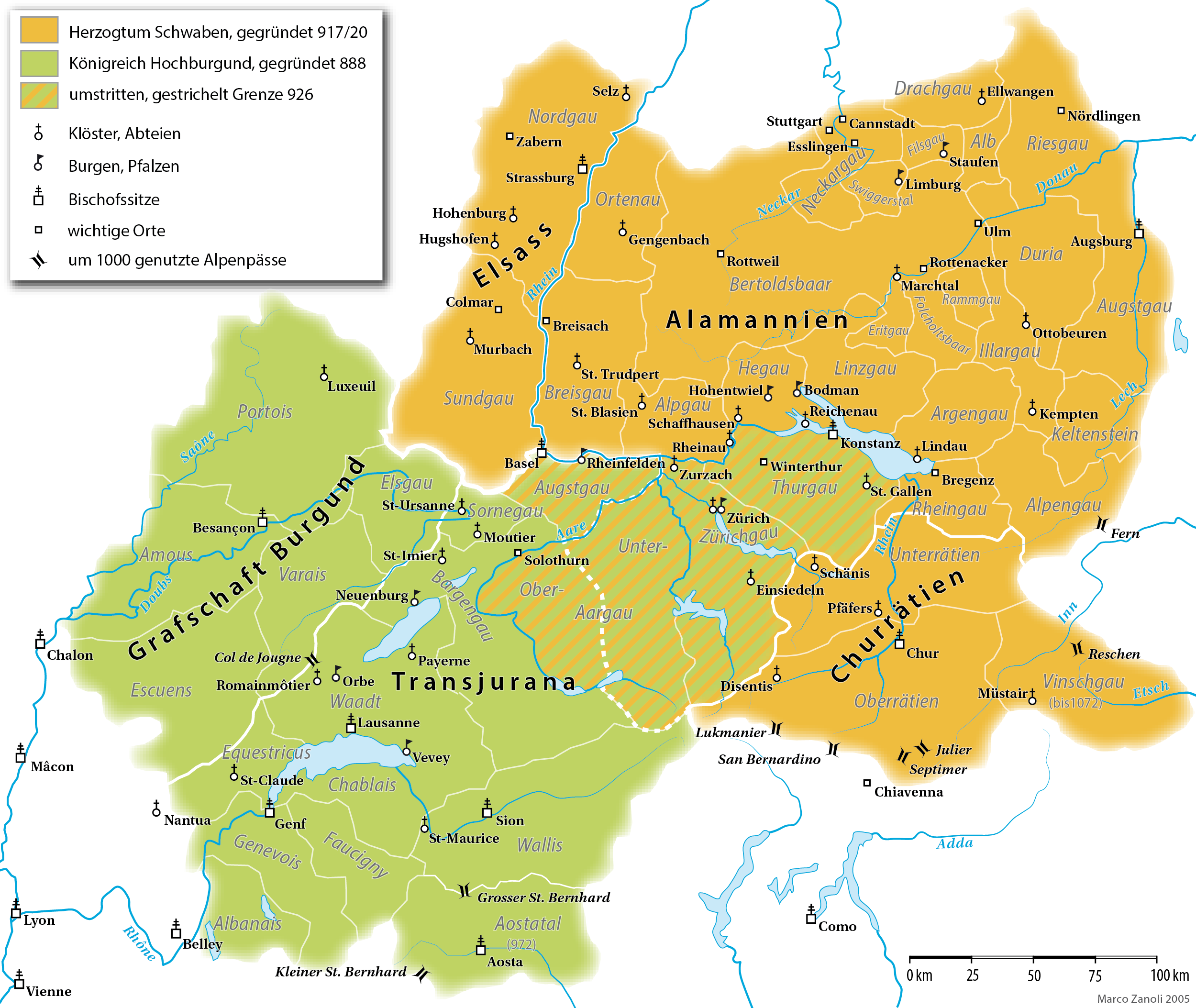
Mapa Švábského vévodství (oranžově) a Horního Burgundska (zeleně) kolem roku 1000.

Švábské vévodství bylo mezi lety 1079 a 1268 úzce spjato s dynastií Štaufů, kteří jej obdrželi v roce 1079 v léno a kteří zvláště prosluli jako císaři Svaté říši římské.
Na rozdíl od jiných kmenových vévodství, se Švábsko bylo nuceno se potýkat s politickými třenicemi vlivných rodů. Důsledkem stoletého boje mezi Štaufy a Zähringy bylo Švábsko připraveno o západní pohraničí, na němž vzniklo nové Bádenské markrabství. Okleštěné vévodství přetrvalo do roku 1268, kdy zaniklo v souvislosti se smrtí vévody Konradina.
 Ten byl po prohrané válce na příkaz Karla z Anjou popraven v Neapoli a jeho vévodství bylo nenávratně rozdrobeno do menších státních celků. O obnovení titulu vévody se ještě marně pokusil římský král Rudolf I. Habsburský, ten měl ale v plánu jej přenechat svému nejmladšímu synovi, pozdějšímu rakouskému vévodovi Rudolfovi II., který zas podobně zamýšlel jej přenechat svému synovi Janovi Habsburskému. Jan však zemřel v roce 1312 či 1313, čímž všechny dřívější plány na obnovu vévodství upadly vniveč.
V roce 1500 byla Svatá říše římská Maxmiliánem I. Habsburským rozdělena do územně-správních celků zvaných říšské kraje. Švábsko bylo ustanoveno jako říšský kraj, přestože území bývalého vévodství již bylo tvořeno několika menšími státními celky, jmenovitě například Württemberským hrabstvím či Bádenským markrabstvím, zbytek byl rozdělen mezi jeho okolní sousedy, například západní okraj Švábska připadlo Burgundsku, východní část Bavorsku.

## Přehled panovníku
- Burchard I. (909–911)
- Ercharger (915–917)
- Burchard II. (917–926)
- Heřman I. (926–949)
- Liudolf (950–954)
- Burchard III. (954–973)
- Ota I. (973–982)
- Konrád I. (983–997)
- Heřman II. (997–1003)
- Heřman III. (1003–1012)
- Arnošt I. (1012–1015)
- Arnošt II. (1015–1030)
- Heřman IV. (1030–1038)
- Jindřich I. (1038–1045)
- Ota II. (1045–1047)
- Ota III. (1048–1057)
- Rudolf z Rheinfeldenu (1057–1077)
- Fridrich I. (1079–1105)
- Fridrich II. (1105–1147)
- Fridrich III. (Fridrich I. Barbarossa), (1147–1152)
- Fridrich IV. (1152–1167)
- Fridrich V. (1167–1170)
- Fridrich VI. (původně se jmenoval Konrád, převzal jméno po svém zemřelém bratrovi Fridrichovi V.), (1170–1191)
- Konrád II. z Rothenburku (1191–1196)
- Filip (1196–1208)
- Ota IV. (1208–1212)
- Fridrich VII. (1212–1216)
- Jindřich II. (1216–1235)
- Konrád III. (1235–1254)
- Konrád IV., zvaný Konradin , (1254–1268)[1]